# 아오리의 행방불명
아오리의 행방불명은 빅뱅 출신의 가수 승리가 운영하였던 아오리에프앤비의 일본라멘 프랜차이즈이다. 일명 '아오리라멘' 이라고도 불리고 승리가 운영한 라멘이라고 하여서 '승리라멘' 이라고도 불렸으나 승리가 버닝썬 게이트에 연루되어 범죄자가 되면서 세간에 주목을 받아옴과 동시에 이로 인해서 브랜드 이미지가 추락하였다. 2019년 승리와의 관계를 청산하였으나 결국 파산했다.

## 소개
빅뱅 출신의 멤버 가수였던 승리가 20대의 젊은 나이에 창업하였던 일본 라멘 브랜드로 알려져있으며 승리가 일본여행을 갔을 때 일본라멘맛에 반하여서 대한민국 내에서 일본라멘 창업을 시작하면서 알려지기 시작하였다. 특히 2000년대 인기를 이끌었던 빅뱅의 멤버 승리가 창업하였다는 것이 화제가 되어서 세간에 관심을 끌었으며 버닝썬 게이트 이전까지만 했어도 전국 가맹점이 개설하였던 적도 있었다.
특히 승리만이 창출한 매운맛 라멘이 주목을 받은 것으로도 알려져서 한때는 유명세를 떨쳤던 곳이기도 하였다.

## 인기
빅뱅 출신의 승리가 사장으로 있는 브랜드로 알려져서 버닝썬 게이트가 일어나기 전까지는 유명세를 탔던 것으로 알려졌으며 빅뱅 팬들을 비롯하여 많은 이들이 방문을 하였던 것으로 알려졌다. 특히 대한민국 내에 혼밥 문화가 유행을 타면서 일본의 식당에서 생기는 혼밥의 문화를 인용하여 매장 점포마다 1인 1석을 통해서 1인 식사도 가능하게 하였다는 점이 있다.
또한 라멘의 매운맛 역시 인기였는데 소스의 강도에 따라 선택을 할 수 있도록 시스템을 갖추었던 것도 인기의 요인으로 알려져있다.

## 버닝썬 게이트그리고 몰락
그러나 2019년 사장이었던 승리가 버닝썬 게이트에 연루되면서 아오리라멘 역시 승리가 사장으로 있다는 브랜드라는 이유로 이 때를 계기로 브랜드 이미지도 추락하게 되었다. 아오리라멘 가맹주들도 이로 인해서 피해를 보게 되었다는 이유로 충격을 받은 상황이다.
지주회사인 아오리에프앤비는 승리와의 관계를 청산하고 새로운 출발을 다짐하며 소비자들에게 지속적으로 다가가도록 노력하겠다는 입장을 밝혔다.
한편 아오리라멘 가맹점주들은 아오리에프엔비 뿐 아니라 창업주인 승리에게도 책임이 있다며 법적소송도 제기하였다.

## 메뉴
- 아오리라멘(돈코츠라멘)
- 미소라멘
- 마제멘
- 하야시멘(냉라멘)
- 차슈덮밥

## 같이 보기
- 승리
- 버닝썬 게이트